# Partido judicial de Rubí
El Partido judicial de Rubí es uno de los veinticinco partidos judiciales de la provincia de Barcelona, en la comunidad autónoma de Cataluña (España). siendo el partido judicial n.º 24 de la provincia de Barcelona.

## Municipios
El ámbito territorial, que viene regulado por el Real Decreto 529/1983, de 9 de marzo, comprende los municipios de:
Castellbisbal, Rubí y San Cugat del Vallés.